# Georges II (roi de Géorgie)
Pour les articles homonymes, voir Georges II.
Georges II (en géorgien : გიორგი II, Giorgi II) est un roi de Géorgie de la dynastie des Bagratides ayant régné de 1072 à 1089.

## Biographie
Georges II est le fils unique du roi Bagrat IV. Pendant le second voyage de son père à Constantinople, il est roi associé de 1054 à 1059 sous l’autorité de Liparti IV Orbéliani. Il est nommé Curopalate vers 1060 puis Noblissime et César vers 1081 par l'empereur byzantin.
Dès 1073, il doit comme son père faire face à l’opposition des puissants féodaux : Niania, fils de Kvabouli, occupe la capitale Kutaisi, pendant qu’Iwané Ier Orbéliani, allié au roi de Kakhétie, s’empare de la vallée de Ksani et l’Eristavi Vardan de la Svanétie. Georges II choisit de négocier avec les rebelles et leur accorde d’importantes concessions. Néanmoins, les Orbéliani n’hésitent pas à faire leur soumission au sultan seldjoukide Malik Shah Ier qui a organisé une expédition en Transcaucasie. Le Turc se saisit de leur forteresse de Samchwildé, qu’ils ont précédemment arrachée au royaume arménien de Lorri vers 1064.
Après le départ des envahisseurs, Georges II, allié au roi Aghsartan Ier de Kakhétie, défait la troupe d’occupation turque à Fartzkhisi. L’effondrement de la puissance byzantine après la bataille de Manzikert permet au roi de Géorgie de récupérer la forteresse d’Anakopia en Abkhazie, jadis aliénée par son oncle le prétendant Demetrè ; il occupe même temporairement Kars, une des anciennes capitales arméniennes ruinée par les envahisseurs.

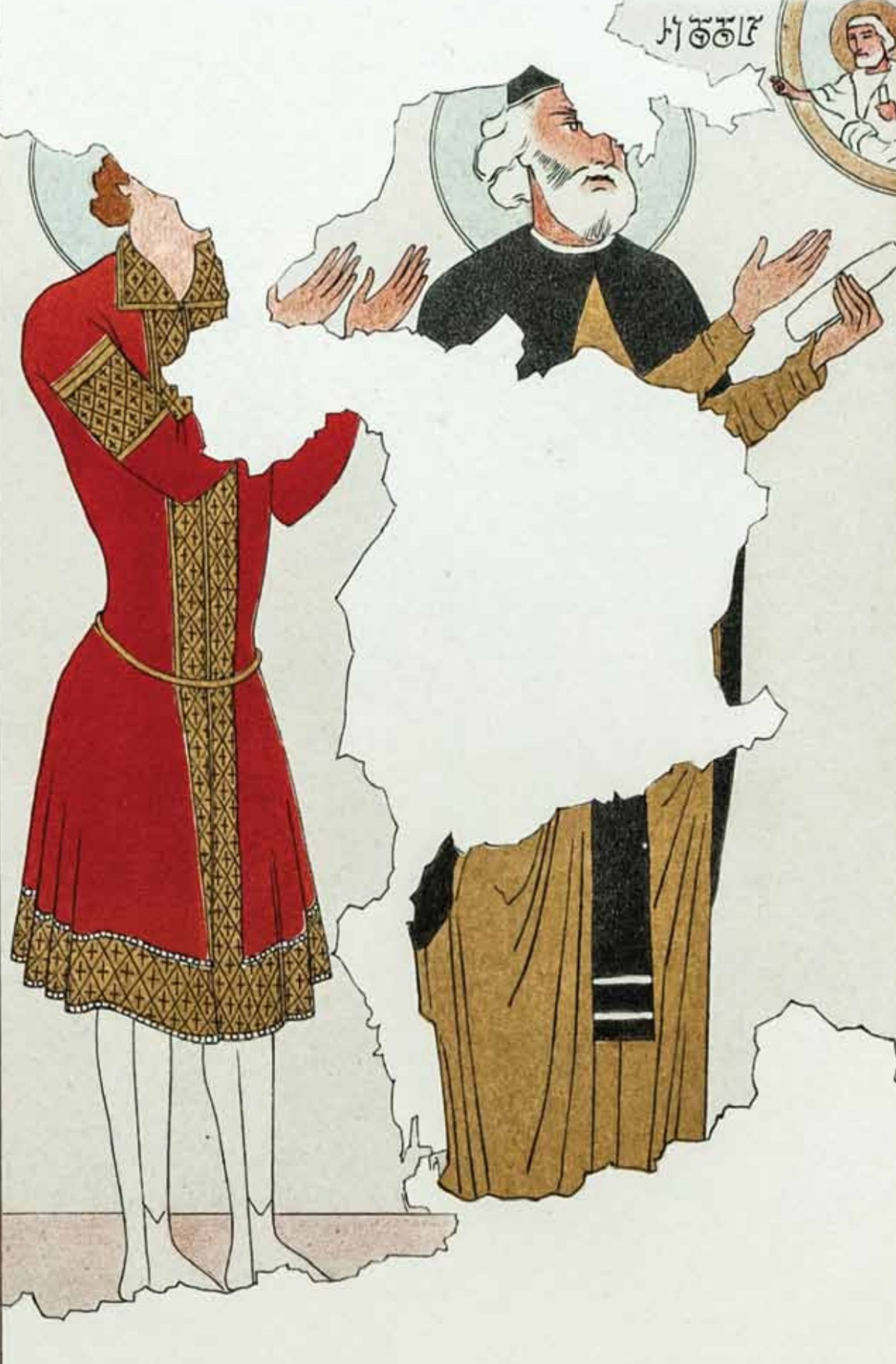
Fresque dans l'église Sioni d'Ateni

Ces succès sont sans lendemain car le sultan Malik Shah pille le Karthli dès 1074, et l’armée géorgienne est mise en déroute en 1080 à Kvelistsikhé dans le Samtskhé (Géorgie du sud) par un retour offensif des Seldjoukides commandés par l’émir Ahmad. Le pays est cette fois ravagé jusqu’à la côte de la mer Noire et les Turcs brûlent même Kutaisi, la résidence royale. Georges II doit se rendre à Ispahan et se reconnaître vassal de Malik Shah, qui lui concède le statut de roi tributaire. Les tribus turques s’octroient alors le droit de venir pâturer en Géorgie, ce qui a pour effet de détruire l’économie essentiellement rurale du pays. Enfin, un tremblement de terre détruit villes et forteresses géorgiennes en 1088.
Georges II, désespéré par cette accumulation de malheurs, abdique en 1089 en faveur de son fils David . Cyrille Toumanoff estime que le roi retiré reste roi-associé et ne disparaît qu’en 1112.

## Mariage et descendance
D'une certaine Elene, il a eu un fils unique :
- David, roi de Géorgie.